# Любен Пашкулски
Вижте пояснителната страница за други личности с името Любен Пашкулски.
Любен Пашкулски е български художник.

## Биография
Роден е през 1936 г. в Рогозен. Завършва Националното училище за изящни изкуства, а по-късно учи в Национална художествена академия при проф. Александър Поплилов. Още като студент започва да прави карикатури за вестници и списания, както и илюстрации за книги.
След като се дипломира се съсредоточава върху стенопис, мозайка и керамика, печели много конкурси. Отличен е с медала „Св. св. Кирил и Методий“ за постижения в областта на българското изкуството през ХХ в. През 1981 г. е приет за член на Съюза на българските Художници и в Международната асоциация за пластични изкуства. В последните години авторът работи в областта на графиката и акварела. Любен Пашкулски е познат и извън пределите на страната от изложбите си 1989 – Хага, Холандия, 1990 – Университета „Лийдс“ – Великобритания, 1991 – Лисабон, Португалия, 1992 – Канзас Сити – САЩ, 1993 – Белгия,1996 – Брюксел, 1997 – Канзас Сити / САЩ/ и т.н.
Почива на 31.03.2021 г.